# SOE aux Pays-Bas
Le Special Operations Executive (« Direction des opérations spéciales ») est un service secret britannique qui opéra pendant la Seconde Guerre mondiale dans tous les pays en guerre, y compris en Extrême-Orient. 
La section néerlandaise du SOE, appelée section N, commet les pires bourdes en matière de sécurité, qui permettent aux Allemands de capturer beaucoup d'agents et de matériels de sabotage, dans ce que les Allemands appellent Englandspiel (le jeu anglais). Apparemment le SOE ne tient pas compte de l'absence des contrôles de sécurité dans les messages reçus, et d'autres avertissements de Leo Marks, absence qui prouve que les réseaux sont contrôlés par les Allemands.
Finalement deux agents capturés s'échappent en Suisse en août 1943. Les Allemands envoient des messages, à l'aide d'émetteurs qu'ils contrôlent, disant qu'ils se sont rendus à la Gestapo, mais le SOE est enfin plus prudent.
Le SOE récupère partiellement après ce désastre et met en place de nouveaux réseaux, qui continuent à opérer jusqu'à la libération des Pays-Bas à la fin de la guerre.